# PostScript
PostScript (рус. постскрипт) — язык описания страниц, в основном используемый в настольных издательских системах.

## Идеология
PostScript был разработан Джоном Уорноком и Чарльзом Гешке из Adobe Systems в начале 1980-х годов. Исходно PostScript использовался как ядро механизма печати компьютеров Apple, но вскоре стал широко распространенным для большинства компьютерных систем. Интерпретаторы PostScript (в виде программных или аппаратных компонентов) для печати документов присутствуют практически во всех современных компьютерных системах.
В PostScript используется модель изображения текста (или рисунков) на чистой странице. Когда страница готова, она выводится на печать и начинается «прорисовка» изображения очередной страницы. Это есть ни что иное, как метод компиляции. Каждый документ PostScript обычно представляет собой программу, которая печатает на принтере (или отображает на экране монитора) следующие друг за другом страницы.

## История
Концепция языка PostScript была заложена в 1976 году Джоном Уорноком, сотрудником Evans and Sutherland Computer Corporation. Его коллега Джон Гэфни (англ. John Gaffney), занимавшийся тогда интерпретатором для большой базы данных трёхмерной графики Нью-Йоркской гавани, создал язык «Design System» (очень похожий на Forth). Позже Джон Уорнок перешёл в исследовательский центр Xerox PARC в Пало-Альто и в 1978 году вместе с Мартином Ньюэллом создал на базе Design System новую систему JaM (John and Martin), использовавшуюся в исследованиях печати и позже развившуюся в InterPress — протокол печати Xerox.
В 1982 году Джон Уорнок уволился из Xerox и вместе с Чаком Гешке основал Adobe Systems. Вначале их целью было создание специализированной рабочей станции для печати, которая должна была называться PostScript, но вскоре они поняли, что лучше сконцентрировать усилия на разработке средств для управления принтерами сторонних производителей.
В 1984 году увидел свет PostScript (позже к названию было добавлено Level 1, чтобы отличать его от Level 2). PostScript имел ряд преимуществ перед другими системами того времени:
- платформонезависимость. Один и тот же файл мог печататься как на лазерном принтере, выдававшем тогда 300 dpi, так и на фотонаборном устройстве с 2400 dpi с наилучшим качеством в каждом случае;
- любой производитель мог получить лицензию на интерпретатор PostScript и использовать PostScript со своим устройством;
- спецификации PostScript были общедоступны, таким образом, любой разработчик мог писать программы, поддерживающие PostScript.

Adobe рисковала, выпуская PostScript, и, возможно, ей не удалось бы убедить рынок в необходимости такого языка, если бы не Стив Джобс из Apple Computer. В 1985 году продажи компьютеров Macintosh начали падать, и Apple нужен был «killer app» — нечто, что мог бы только её компьютер. Стив Джобс инвестировал 2,5 млн $ в Adobe, которая создала PostScript-контроллер для принтера Apple LaserWriter, и в Aldus, создавшую программу PageMaker, использовавшую все возможности Macintosh и LaserWriter. Появившаяся тогда возможность допечатной подготовки на компьютере спасла Apple и превратила Adobe и Aldus в крупные компании. Другие производители фотонаборной аппаратуры, начиная с Linotype, оценили PostScript и вскоре оснастили свою фотонаборную аппаратуру интерпретаторами PostScript. PostScript стал стандартом в области допечатной подготовки.
В 1991 Adobe выпустила следующую ревизию PostScript — PostScript Level 2. Это была значительная переработка, давно ожидавшаяся издательским сообществом. Основными улучшениями были:
- увеличенная скорость и надёжность (в основном это коснулось управления памятью);
- поддержка цветоделения в самом контроллере;
- распаковка сжатых изображений в самом контроллере (JPEG и CCITT group 4);
- поддержка больших наборов шрифтов (для азиатских стран);
- кэширование шрифтов и изображений;
- улучшенные драйверы;
- улучшенные алгоритмы печати изображения (Accurate Screening).

Adobe совершила ошибку, обнародовав спецификации PostScript Level 2 до начала работ по его аппаратной реализации. Конкуренты неожиданно вышли на рынок с эмуляторами PostScript Level 2 раньше самой Adobe. В результате потребовалось очень много времени, прежде чем приложения начали использовать все новые функции PostScript level 2.
В 1998 году Adobe ввела новый стандарт PostScript 3. Изменения по сравнению с Level 2 незначительны. Это можно понять, учитывая, что множество приложений до сих пор не может обеспечить полную поддержку PostScript Level 2. Основные преимущества PostScript 3:
- поддержка 4096 уровней на один цвет (12-бит на цвет, до того было 256 оттенков — 8 бит на цвет);
- поддержка PDF (контроллеры PS Level 3 могут выводить PDF наряду с файлами PS Level 2);
- расширенная поддержка цветоделения (контроллеры PS 3 могут производить цветоделение изображений, заданных в оттенках серого или в шести цветах);
- добавлена интернет-функциональность (Web-ready printing), пока что никто из OEM-партнёров Adobe не реализовал её.

## Область применения
Подобно плоттерам, PostScript предоставляет возможность вывода высококачественной векторной графики и единый язык управления, который может быть использован любым производителем принтеров. Подобно матричным принтерам, PostScript предлагает удобные возможности по печати растровой графики и текста. В отличие от тех и других, PostScript может совмещать все эти типы вывода на одной странице, давая намного больше гибкости, чем до этого имел любой принтер или плоттер.
PostScript — больше, чем типичный язык управления принтером, он является полнофункциональным языком программирования. Многие прикладные программы могут преобразовать документ в PostScript-программу, при выполнении которой будет получен начальный документ. Эта программа может быть послана непосредственно на принтер с поддержкой PostScript или преобразована интерпретатором PostScript в другой формат (для принтеров без поддержки PostScript), или результат её выполнения интерпретатором может быть показан на экране. Так как исходная PostScript-программа одна и та же, PostScript называется независимым от устройства.
Большинство высокопроизводительных принтеров и плоттеров имеют встроенный интерпретатор языка PostScript. В то же время, простые принтеры домашнего класса поддерживают только элементарные графические операции, поэтому задача создания растрового изображения возлагается на центральный процессор. Существуют интерпретаторы языка PostScript для различных операционных систем, наиболее известный из них — свободная программа Ghostscript.
Имеется коммерческая версия системы ТеХ — BaKoMa TeX, написанная советским и российским программистом В. Малышевым полностью на PostScript.

## Язык
PostScript — полнофункциональный тьюринг-полный язык программирования. Хотя программы на PostScript и создаются в основном не людьми, а другими программами, в принципе ничто не мешает писать на нём программы для обсчёта графики, реализации численных методов решения математических задач и т. п.
PostScript — интерпретируемый стековый язык, похожий на Форт. Синтаксис языка использует обратную польскую нотацию, что делает ненужным использование скобок, однако требует некоторой практики для чтения текста программы из-за необходимости держать в голове содержимое стека. Большинство операторов берёт операнды из стека и помещают результат вычислений в стек. Литералы (строки и числа) помещают свою копию в стек.
В PostScript для рисования используется двумерная прямоугольная система координат, начало которой совпадает с левым нижним углом страницы; ось X по умолчанию направлена горизонтально (то есть по ширине страницы), ось Y — вертикально. Единицей измерения линейных координат служит типографский пункт. С помощью операторов языка [6, pp. 517–518] начало системы координат может быть перенесено в любую точку (оператор translate), а сама система — повернута на произвольный угол в плоскости страницы (оператор rotate); масштаб по каждой из двух осей с помощью оператора scale также может быть изменен. Например, «зеркальный» вывод изображения на плёнку (т. н. «Emulsion down») в PostScript-принтерах осуществляется при помощи одного единственного оператора scale, задающего отрицательный масштаб по одной из осей системы координат: например, -1.0 1.0 scale.
PostScript имеет черты метафайла, совмещая поддержку как векторных, так и растровых изображений. Шрифты в PostScript только векторные. Немного особняком стоят т. н. Type3-шрифты, в которых для рисования глифов (процедура /BuildGlyph) может быть использована любая процедура, сформулированная в терминах языка PostScript [6, pp. 337–342]. После выхода SP4 для Windows NT 4.0 в 1998 году (см. также http://support.microsoft.com/gp/lifesupsps ) при установленном в системе Adobe Type Manager 4.0 и драйвере AdobePS 5 все шрифты в не-roman кодировке, в частности, кириллица, выгружались в PostScript-файл в виде Type3-шрифтов, где каждый глиф был представлен в виде растрового изображения соответствующего разрешения. Выгрузка шрифта в виде растровых изображений создала много проблем при подготовке к выводу на фотонабор и допечатной подготовке вообще. Эта ошибка была исправлена в AdobePS 5.1 и Adobe Type Manager 4.1, которые затем вошли в дистрибутив Windows 2000.

### Структура документа
Структура файла PostScript формируется структурными комментариями. Структурные комментарии начинаются с последовательности символов «%%» в начале строки.
Файл PostScript состоит из четырёх частей: заголовка, пролога, тела и эпилога.
Заголовок начинается строкой «%!PS-Adobe-N.M» где N.M — версия спецификации, далее идут структурные комментарии с общими свойствами документа, и заканчивается заголовок строкой «%%EndComments».
```
%!PS-Adobe-2.0

%%Creator: dvips(k) 5.78 Copyright 1998 Radical Eye Software

%%Title: rep.dvi

%%Pages: 9%%PageOrder: Ascend

%%BoundingBox: 0 0 596 842

%%EndComments

```

В прологе обычно содержатся описания подпрограмм и данные, необходимые для печати документа — например, процедуры и шрифты. Пролог заканчивается комментарием «%%EndProlog».
В теле программы содержатся команды, отвечающие за отрисовку каждой страницы, предваряемые строкой «%%Page: <метка> <номер>», где <метка> — метка страницы, которая не выводится на печать, и <номер> — порядковый номер страницы в файле, например, %%Page: iii 3
После команд отрисовки всех страниц идёт структурный комментарий «%%Trailer», после чего начинается эпилог.
В эпилоге можно продублировать комментарии из заголовка (это реализовано на случай, если в начале вывода программе ещё не известно, например, число страниц) — в этом случае вместо числовых значений параметров в заголовке надо писать «(atend)».
Заканчивается файл строкой «%%EOF».

### Обзор элементов языка
Стеки
В PostScript для хранения данных разных типов используются четыре стека: стек операндов, стек графических контекстов, стек исполнения, стек словарей.
Типы данных
Основные типы данных языка PostScript: целое число со знаком, вещественное число, логическое выражение (true или false), строка символов ( ( … ) ), массив ( [ … ] ), процедура ( { … } ), словарь, имя.
Операторы
Операторы в PostScript получают операнды (параметры), вынимая их из стека, и записывают результаты действий (если они есть) также в стек. Такой стиль программирования, при котором операнды задаются до операции над ними (оператора), называется постфиксной нотацией. Например, для сложения двух заданных чисел необходимо вначале поместить их в вершину стека операндов, затем выполнить команду add, которая извлечёт из стека два элемента, помещённые последними (то есть заданные числа), сложит их и запишет результат в стек, откуда он сможет быть извлечён другой операцией в качестве операнда. Это записывается так: 4 5 add
Операторы PostScript можно разделить на несколько групп. Это операторы для работы с содержимым стека (независимо от типа), арифметические операции, операторы работы с массивами, работы со словарями, работы со строками, сравнения, управления потоком команд, работы с типом аргументов и преобразования, доступа и работы с файлами, работы с виртуальной памятью, графического состояния и другие.

### Краткий обзор механизма рисования изображения
Процесс рисования (растрирования) при выполнении (интерпретации) PostScript-программы заключается в вычислении для каждого пиксела устройства вывода одного (для монохромного) или нескольких (например четырёх для CMYK-устройства или шести для CMYKOrGr) значений параметра (-ов) в диапазоне от 0 до 1,0.
Вычисленное значение параметра (-ов) используется в качестве аргумента ещё одной важной функции — transfer function (русскоязычный синоним — отображение). По умолчанию в подавляющем большинстве случаев эта функция представляет собой простейшую функцию y(x)=x и её значение тождественно равно значению аргумента. Однако в ряде случаев — например для компенсации растискивания используются достаточно сложные нелинейные зависимости y(x), задаваемые кусочной либо табличной аппроксимацией. Кусочно-линейная аппроксимация transfer function используется например в EPS- и PS-файлах Adobe Photoshop — для аппроксимации используется разбивка области определения [0;1,0] на сорок участков с шагом 0,025 (2,5 % растровой точки); на каждом из сорока участков transfer function имеет вид y(x)=b·x+a. Transfer function вида y(x)=1-x (в терминах PostScript language {1 sub neg} settransfer) обращает изображение, делая из него негатив — именно таким образом печатают негатив PostScript-принтеры.
Для монохромных устройств — например для фотонабора, решение о закрашивании (засветке) пикселя может приниматься в результате сравнения вычисленного для данного пиксела значения transfer function и значения т. н. Spot-функции либо двумерного массива Threshold array: в случае, если значение transfer function больше значения Spot-функции или элемента Threshold array для этого пиксела последний закрашивается (засвечивается).
Специальный подбор transfer function и Spot-функции или Threshold array позволяет получить отношение числа закрашенных и незакрашенных пикселей устройства вывода для каждого пиксела исходного (растрируемого) изображения таким, что на оттиске (отпечатке) средняя яркость соответствующего участка изображения почти пропорциональна значению вычисленного параметра (см. выше).
Подобным образом формируются точки различного размера, из которых состоит полутоновое изображение на типографских оттисках: в газетах, журналах, книгах.

### Пример программы
```
%!PS-Adobe-1.0
% По умолчанию, постскрипт использует единицу измерения 1 
пункт
=1/72 
дюйма
, 
% а нам нравятся миллиметры.
72 25.4 div           % 1 мм = 72/25.4 пунктов
dup                   % дублировать значение на вершине стека
scale                 % растянуть в это количество раз по обеим координатам
100 100 translate     % установить начало координат в (100 мм, 100 мм)

 

/Times-Roman findfont % взять шрифт Times-Roman
10 scalefont          % растянуть до размера 10 (у нас - мм!)
setfont               % установить выбранный шрифт

 

0 30 330 {            % цикл для углов от 0 до 330 с шагом 30
  gsave                 % запомнить текущее преобразование координат
    rotate              % повернуть систему координат (угол в градусах берём с вершины стека)
    15 0 moveto         % перейти в точку (15 мм, 0 мм)
    (Wikipedia) show    % написать слово текущим шрифтом
  grestore              % вернуть преобразование координат
} for                 % конец цикла for

 

showpage              % вывести страницу
```

### Вывод программы

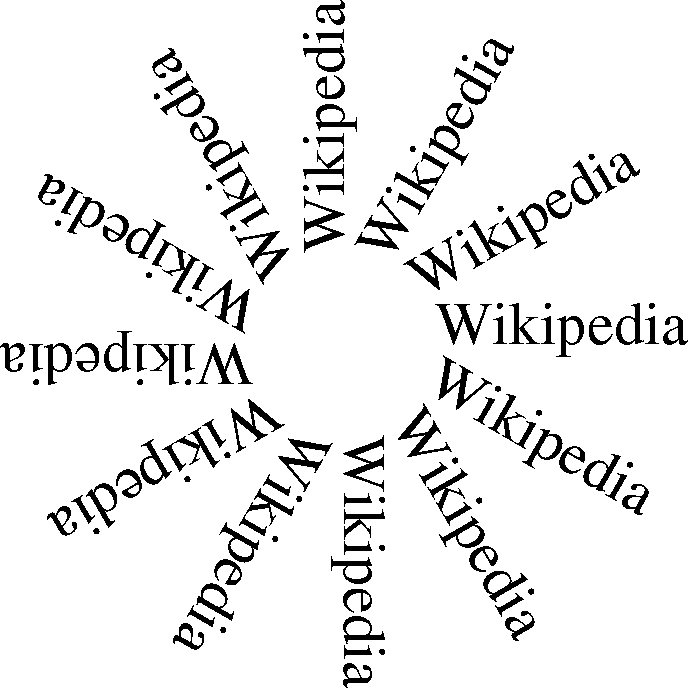
Вывод программы

## Обработка шрифтов
Почти столь же сложно, как сам PostScript, его обращение со шрифтами. Система шрифтов использует графические примитивы PS для рисования глифов кривыми линиями, которые затем могут быть отображены с любым разрешением. Ряд типографских вопросов возникает при этом подходе.
Одна из проблем — что шрифты не масштабируются линейно при небольших размерах — решается включением хинтинга. В то время, когда технология включения хинтов в шрифтах строго охранялась, «хинтованные» шрифты были закодированы и сжаты в то, что Adobe называла фонт Type 1 (который известен также как, PS1, T1 или Adobe Type 1). Type 1 был скорее средством для хранения исключительно информации об очерчивании символов, чем полноценным языком (PDF подобен в этом отношении). Adobe затем начала продавать лицензии на технологию Type 1 тем, кто хотел добавлять хинты к своим шрифтам. Те, кто не приобрёл лицензию на эту технологию, остались с шрифтом Type 3. Шрифты Type 3 позволяли применение всей сложности языка PostScript, но без стандартного подхода к хинтам.
Шрифт Type 2, который предназначен для использования с форматом Compact Font (CFF), был реализован, чтобы уменьшить общий размер файла шрифта. Позже он стал основой для обращения с OpenType-шрифтами.
Для того, чтобы конкурировать с системой Adobe, Apple разработал в 1991 году свои собственные TrueType-системы. Сразу после объявления TrueType Adobe опубликовала спецификации для формата Type 1. С тех пор появилось много бесплатных шрифтов Type 1. Например, шрифты, используемые системой верстки TeX, доступны в этом формате.
В конце 1990-х годов Adobe присоединилась к Microsoft в разработке OpenType. По существу, это было объединение и расширение форматов Type 1 и TrueType. При печати на выходе PostScript-устройства избыточные части OpenType-шрифта опускаются, и то, что посылается драйверу печатающего устройства, не отличается от того, что выдается TrueType- или Type 1-шрифтами.

### CID-индексированные шрифты
Формат CID-индексированных (сокращение для Character Identified) шрифтов был разработан, чтобы решить проблему адресации глифов в иероглифических языках с очень большим числом символов (китайский, корейский, японский). Этот формат может быть использован с форматом Type 1 для стандартных CID-индексированных шрифтов или Type 2 для CID-индексированных OpenType шрифтов.
Каждый глиф элемента в коллекции символов идентифицируется уникальным индексом символа (CID) в этой кодировке, который может не совпадать с кодом соответствующего символа, например, в Unicode.
Коллекции символов уникально называются «регистри», «упорядочением» и «дополнением», например «Adobe-Japan1-6». Регистри обозначает разработчика (например, Adobe). Упорядочение раскрывает цель набора символов (например, «Japan1»). Дополнительный номер (например, 6) указывает часто на объем коллекции. Например, коллекция Adobe-Japan1-0 составляет 8284 глифа, а Adobe-Japan1-6 — 23058 глифов.
Шрифты с ключом CID могут быть сделаны без ссылки на коллекцию символов, используя кодировку «identity», такую как Identity-H (для горизонтальной записи) или Identity-V (для вертикальных). Такие шрифты могут иметь уникальный набор символов, и в этом случае номер CID глифа не является информативным; обычно вместо этого используется кодировка Unicode, потенциально с дополнительной информацией.
Технология Adobe ClearScan создаёт пользовательские шрифты Type1-CID для соответствия визуальному оформлению отсканированного документа после оптического распознавания символов (OCR). ClearScan (в Acrobat 9) не заменяет шрифты на системные шрифты или на Type1-MM (как в Acrobat 8 и более ранних версиях), а использует эти вновь созданные пользовательские шрифты. Пользовательские шрифты встроены (embedded) в файл PDF.

## Тенденции и перспективы
Помимо PostScript, на рынке лазерных принтеров широкое распространение получил язык управления принтером PCL, разработанный Hewlett-Packard. PCL изначально нацеливался на иные задачи, чем PostScript (управление принтером, а не описание страницы), и не может обеспечивать переносимость. Однако для офисного использования он в ряде случаев более удобен. PCL использует стандартные Windows-шрифты TrueType (в отличие от PostScript). Кроме того, последняя его версия (PCL6) разрабатывалась HP в тесном сотрудничестве с Microsoft и потому обеспечивает ускоренный возврат ответа в приложение, быструю печать сложных графических изображений, улучшенное качество печати и повышенную точность при выводе документов.
Кроме того, язык PostScript предполагает лицензирование и выплату лицензионных отчислений Adobe с каждого контроллера RIP (Raster Image Processor), в то время как язык PCL может использоваться сторонними производителями бесплатно. Поэтому лицензированные RIP PostScript 3 для плоттеров производства HP стоят около 500 долларов, в то время как нелицензированные контроллеры — «эмуляция PS2» производства OKI стоят 30—70 долларов.
Практически все лазерные принтеры 1990-х годов поддерживали PostScript в качестве основного языка; начиная с 2000-х годов множество лазерных принтеров класса SOHO не оснащается поддержкой PostScript с целью удешевления. Таким образом, PostScript вытесняется из офисов языком PCL, оставаясь, тем не менее, практически безальтернативным стандартом в области допечатной подготовки.